# Saison 2015 de l'équipe cycliste Join-S-De Rijke
La saison 2015 de l'équipe cycliste Join-S-De Rijke est la treizième de cette équipe.

## Préparation de la saison 2015

### Arrivées et départs
| Arrivées           | Équipe 2014            |
| ------------------ | ---------------------- |
| Jetse Bol          | Belkin                 |
| Robbert de Greef   | Koga                   |
| Daan Meijers       | Belkin-De Jonge Renner |
| Wouter Mol         | Veranclassic-Doltcini  |
| Jordi Talen        |                        |
| Taco van der Hoorn | Belkin-De Jonge Renner |
| Timon van Reek     | Croford                |
| Gino Vierhouten    |                        |

| Départs             | Équipe 2015          |
| ------------------- | -------------------- |
| Dion Beukeboom      | Parkhotel Valkenburg |
| Huub Duyn           | Roompot              |
| Dylan Groenewegen   | Roompot              |
| Yoeri Havik         | SEG Racing           |
| Sjoerd Kouwenhoven  | Metec-TKH-Mantel     |
| Christoph Pfingsten | Bora-Argon 18        |
| Simon Schram        |                      |

## Coureurs et encadrement technique

### Effectif
| Cycliste           | Date de naissance | Nationalité | Équipe 2014            |  |
| ------------------ | ----------------- | ----------- | ---------------------- |  |
| Jetse Bol          | 8 septembre 1989  | Pays-Bas    | Belkin                 |  |
| Robbert de Greef   | 27 août 1991      | Pays-Bas    | Koga                   |  |
| Matthijs Eversdijk | 21 décembre 1992  | Pays-Bas    | DRC de Mol             |  |
| Dex Groen          | 8 août 1990       | Pays-Bas    | De Rijke               |  |
| Ike Groen          | 31 mai 1992       | Pays-Bas    | De Rijke               |  |
| Kobus Hereijgers   | 10 mars 1989      | Pays-Bas    | De Rijke               |  |
| Daan Meijers       | 11 avril 1991     | Pays-Bas    | Belkin-De Jonge Renner |  |
| Wouter Mol         | 17 avril 1982     | Pays-Bas    | Veranclassic-Doltcini  |  |
| Jordi Talen        | 29 mai 1996       | Pays-Bas    |                        |  |
| Taco van der Hoorn | 4 décembre 1993   | Pays-Bas    | Belkin-De Jonge Renner |  |
| Timon van Reek     | 20 septembre 1995 | Pays-Bas    | Croford                |  |
| Ronan van Zandbeek | 27 septembre 1988 | Pays-Bas    | De Rijke               |  |
| Coen Vermeltfoort  | 11 avril 1988     | Pays-Bas    | De Rijke               |  |
| Gino Vierhouten    | 30 janvier 1996   | Pays-Bas    |                        |  |

Portraits
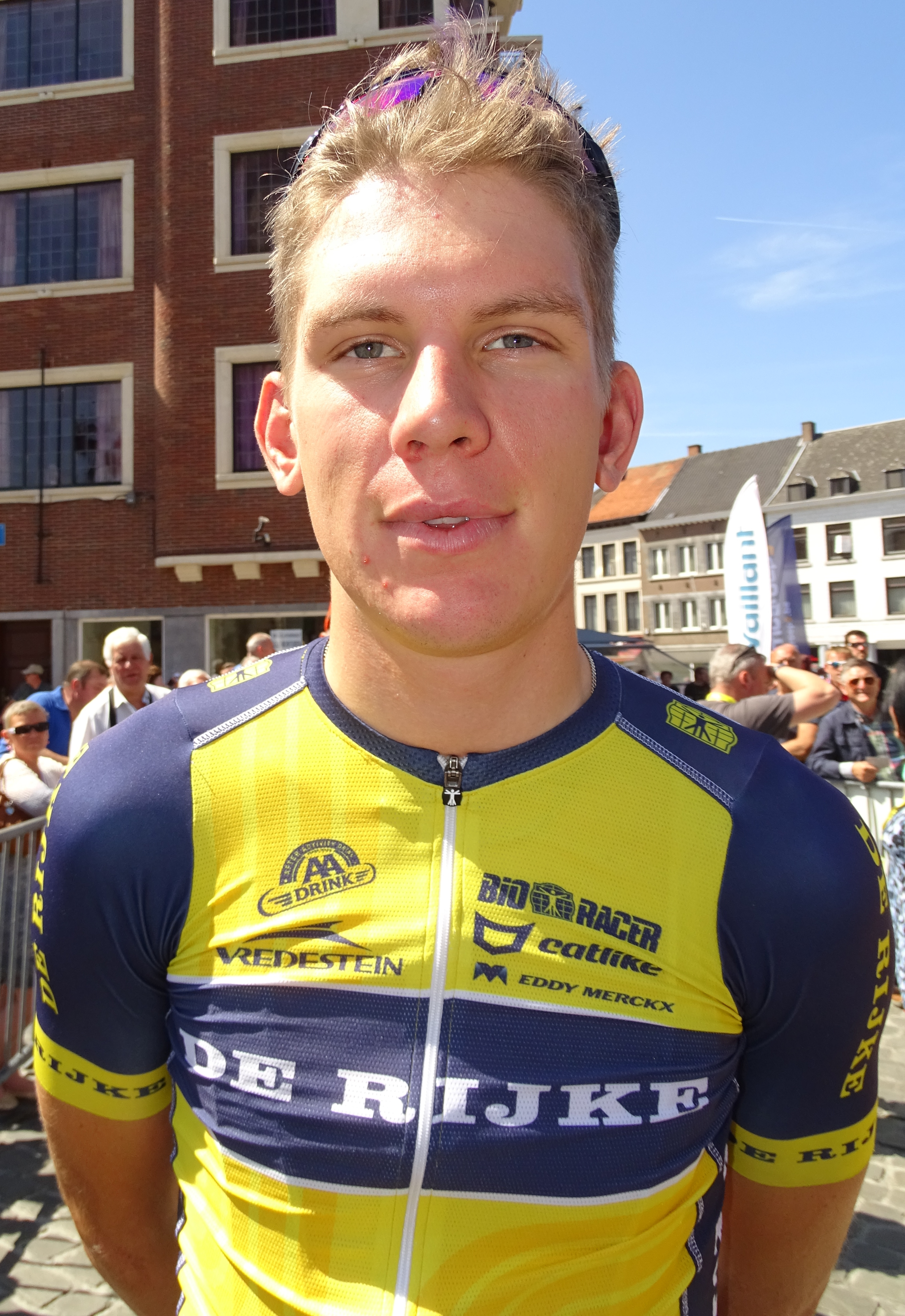
Jetse Bol.
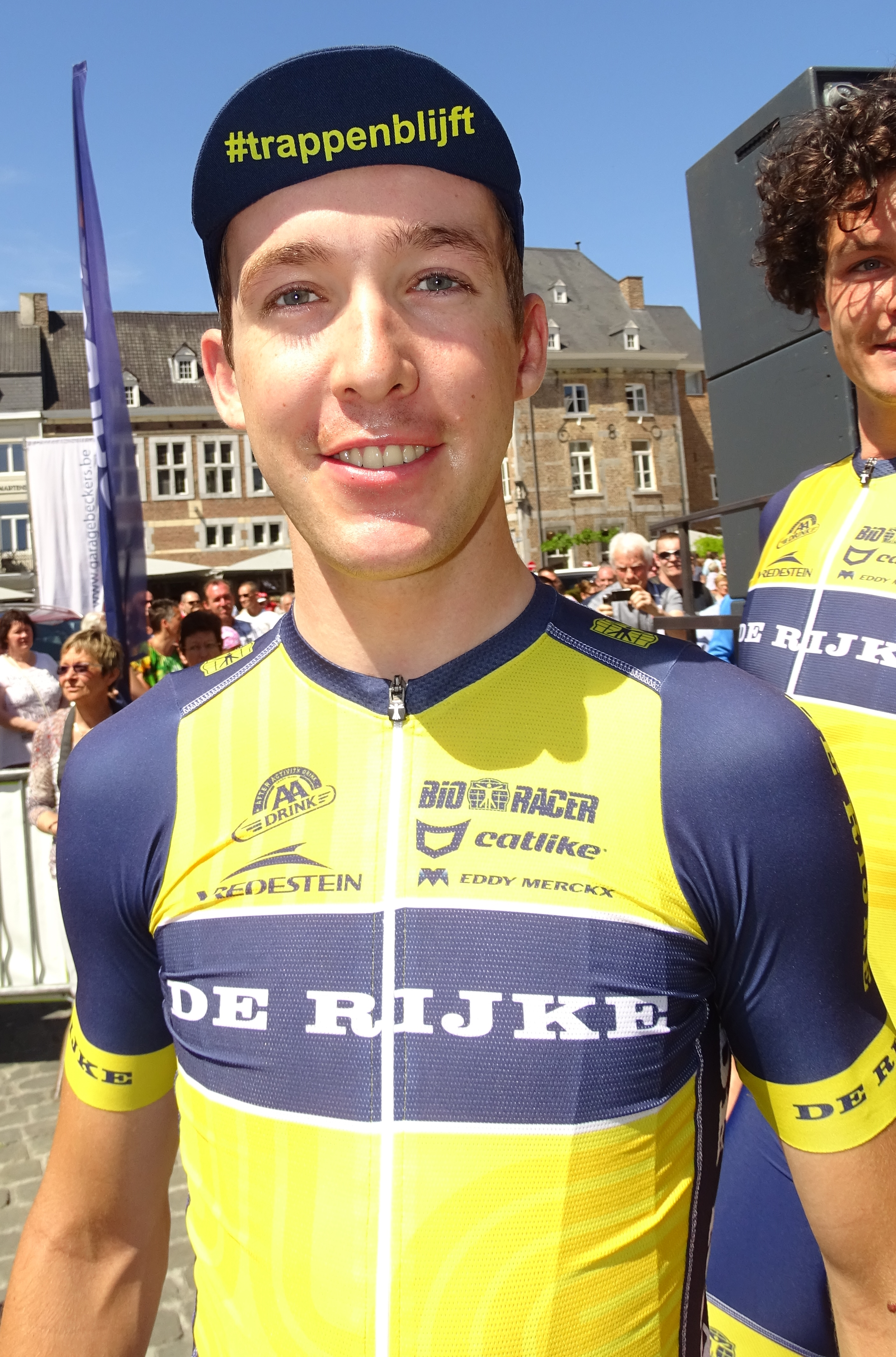
Robbert de Greef.
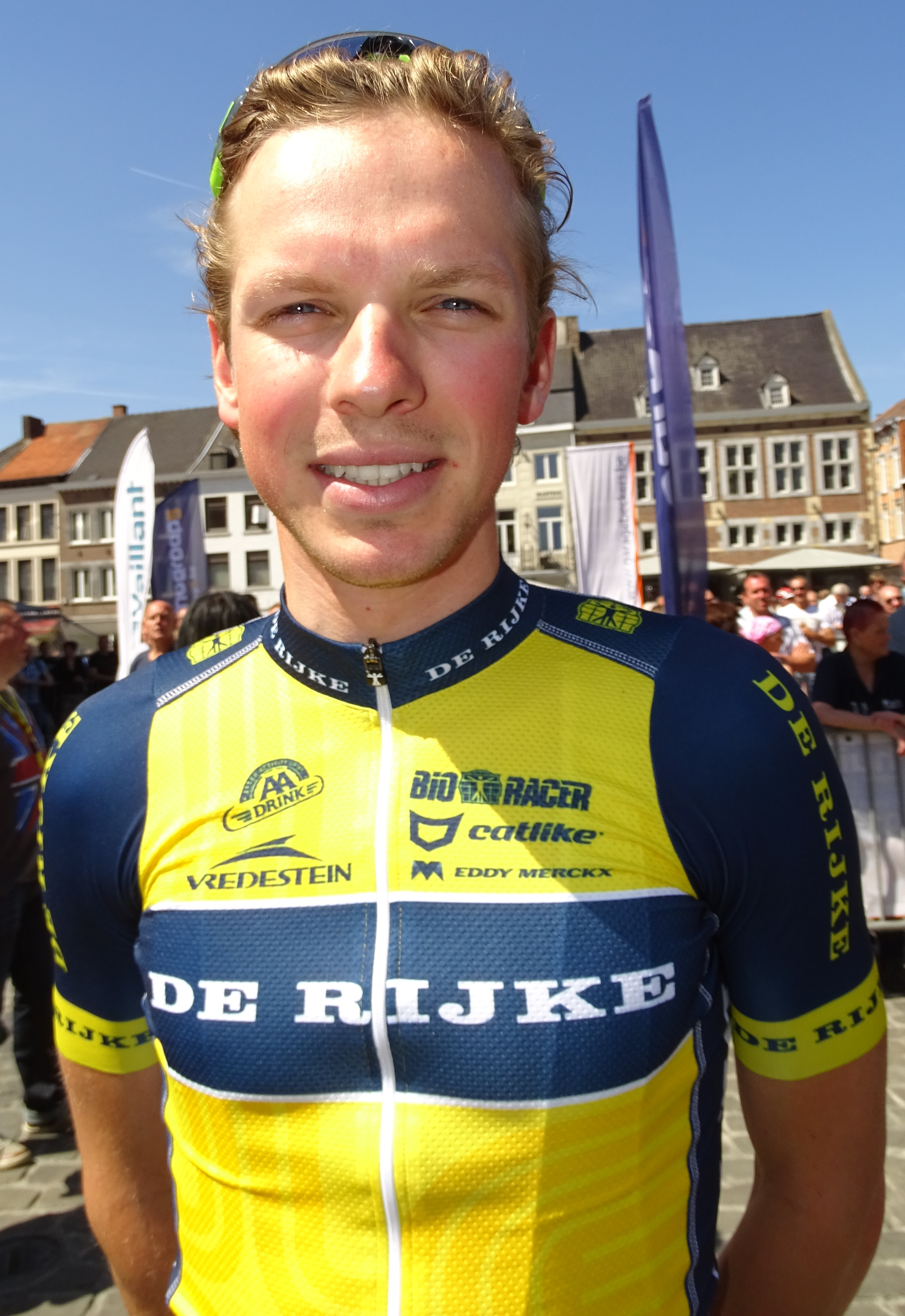
Matthijs Eversdijk.
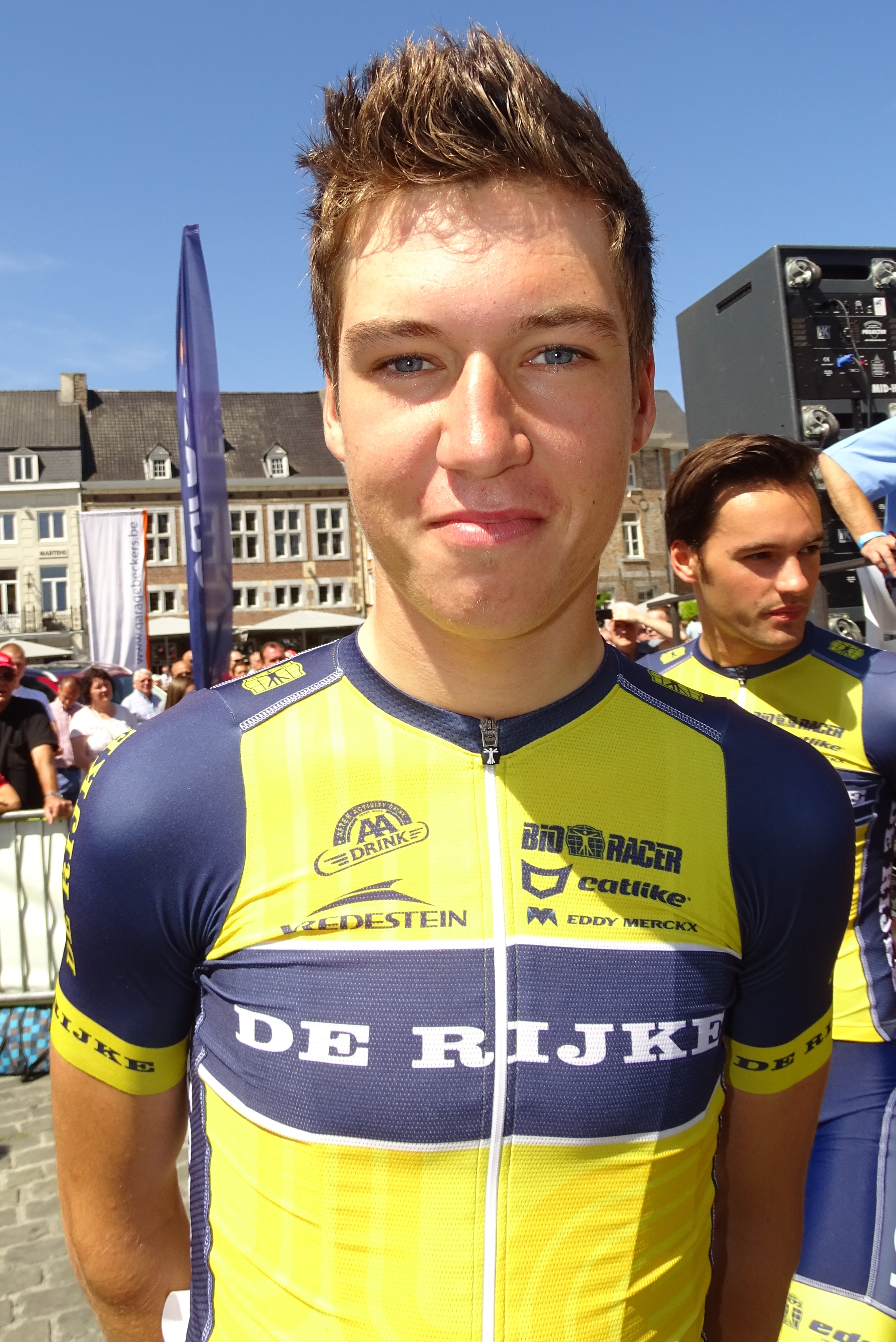
Ike Groen.
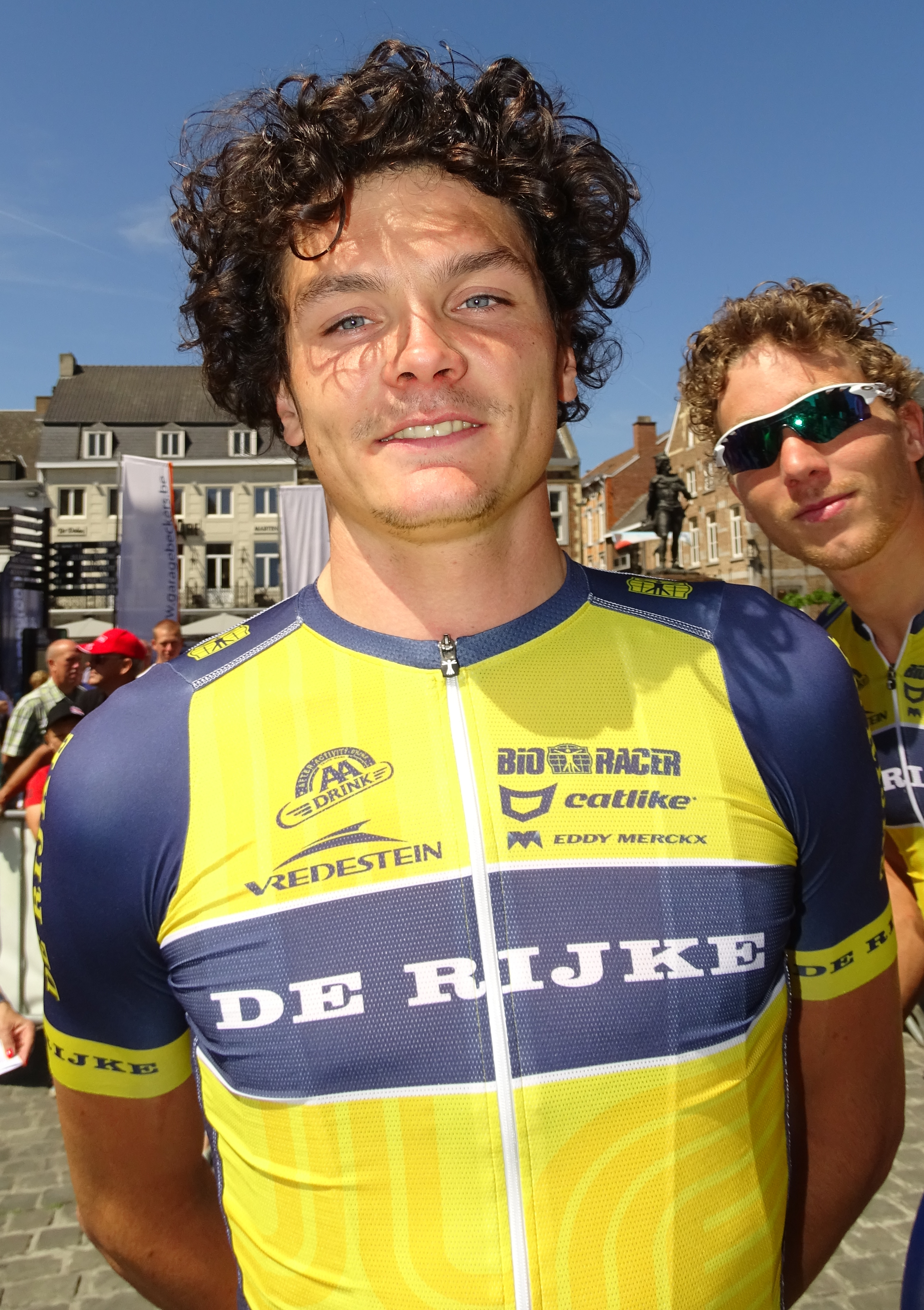
Kobus Hereijgers.
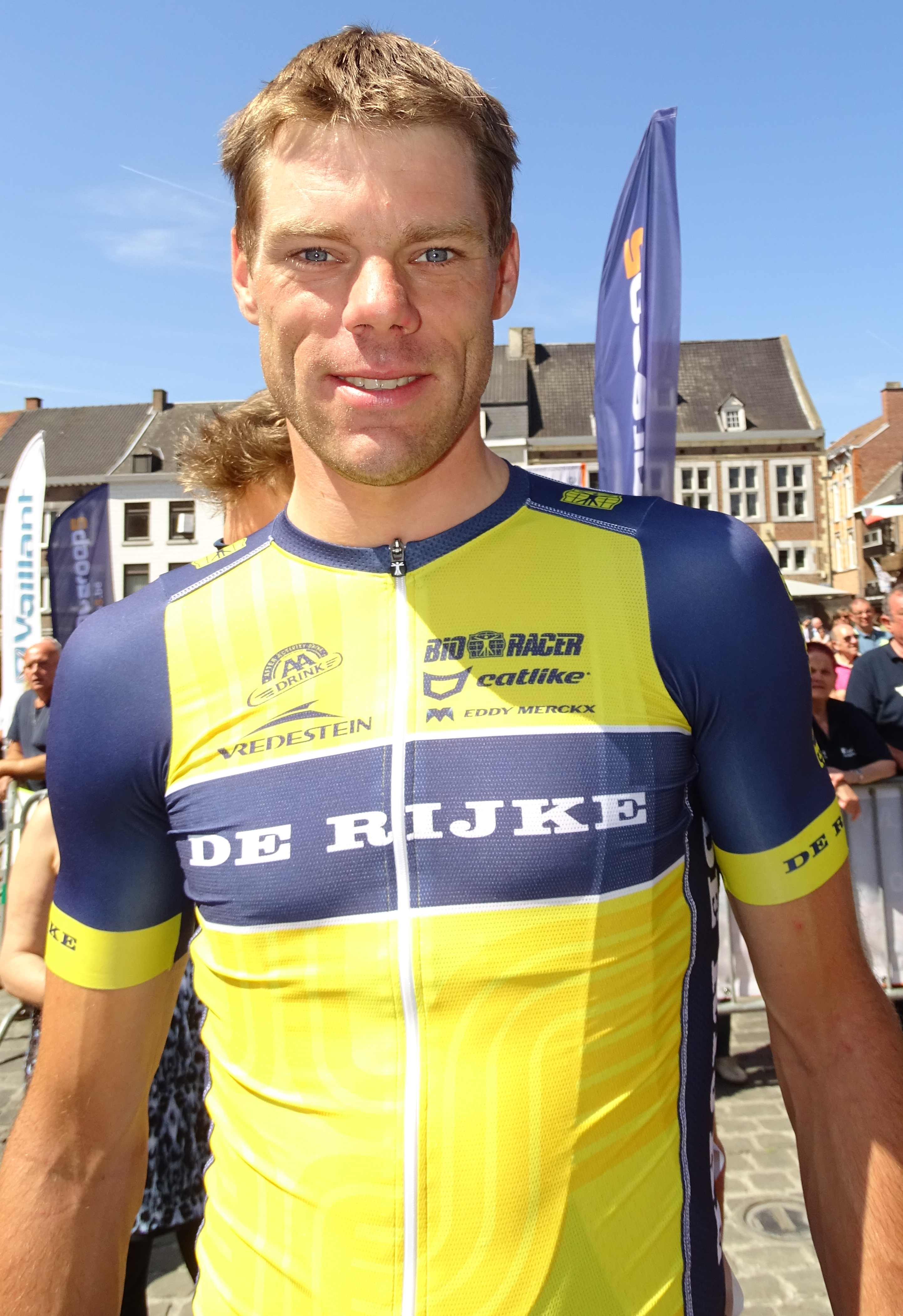
Wouter Mol.
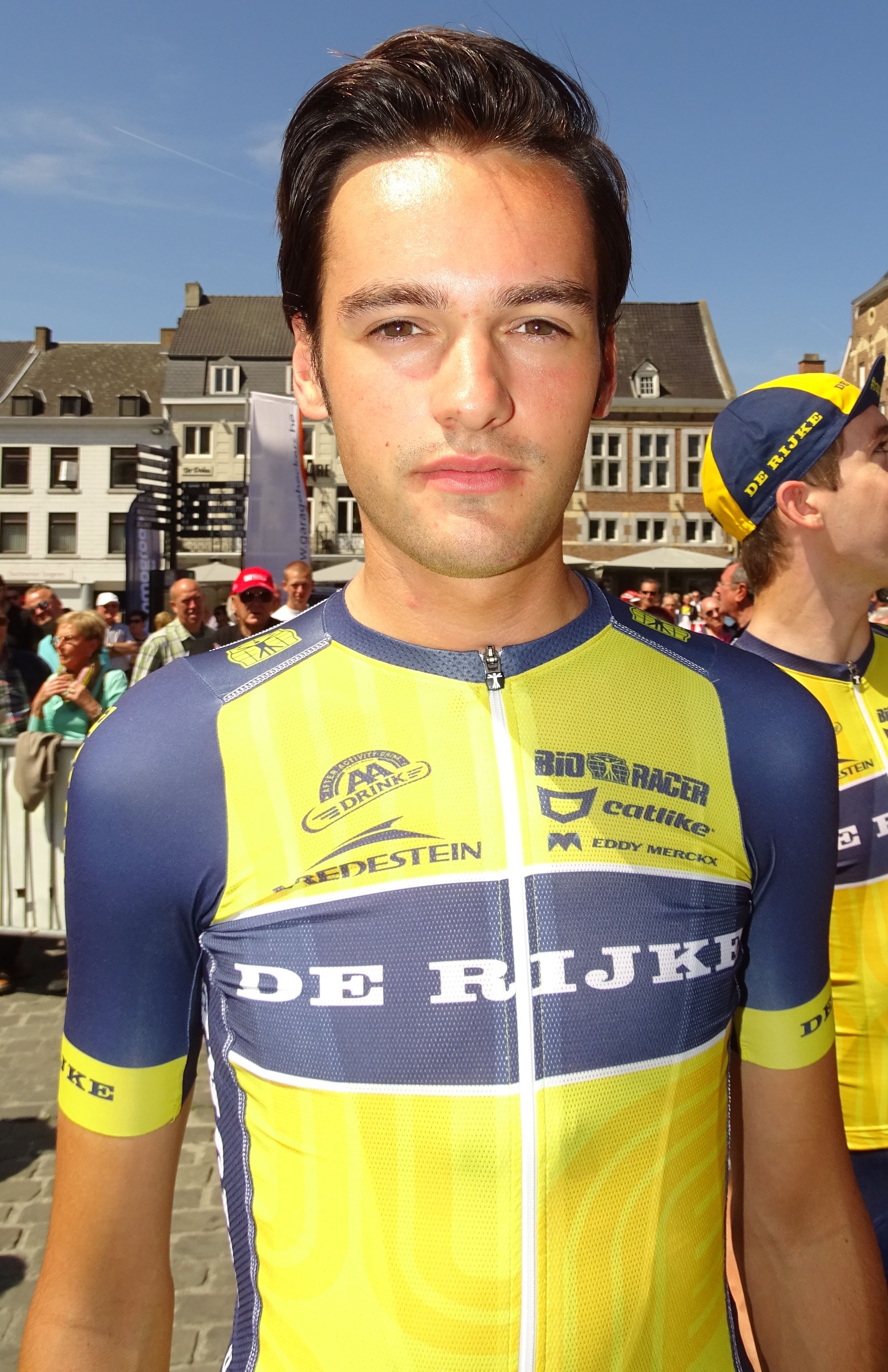
Timon van Reek.
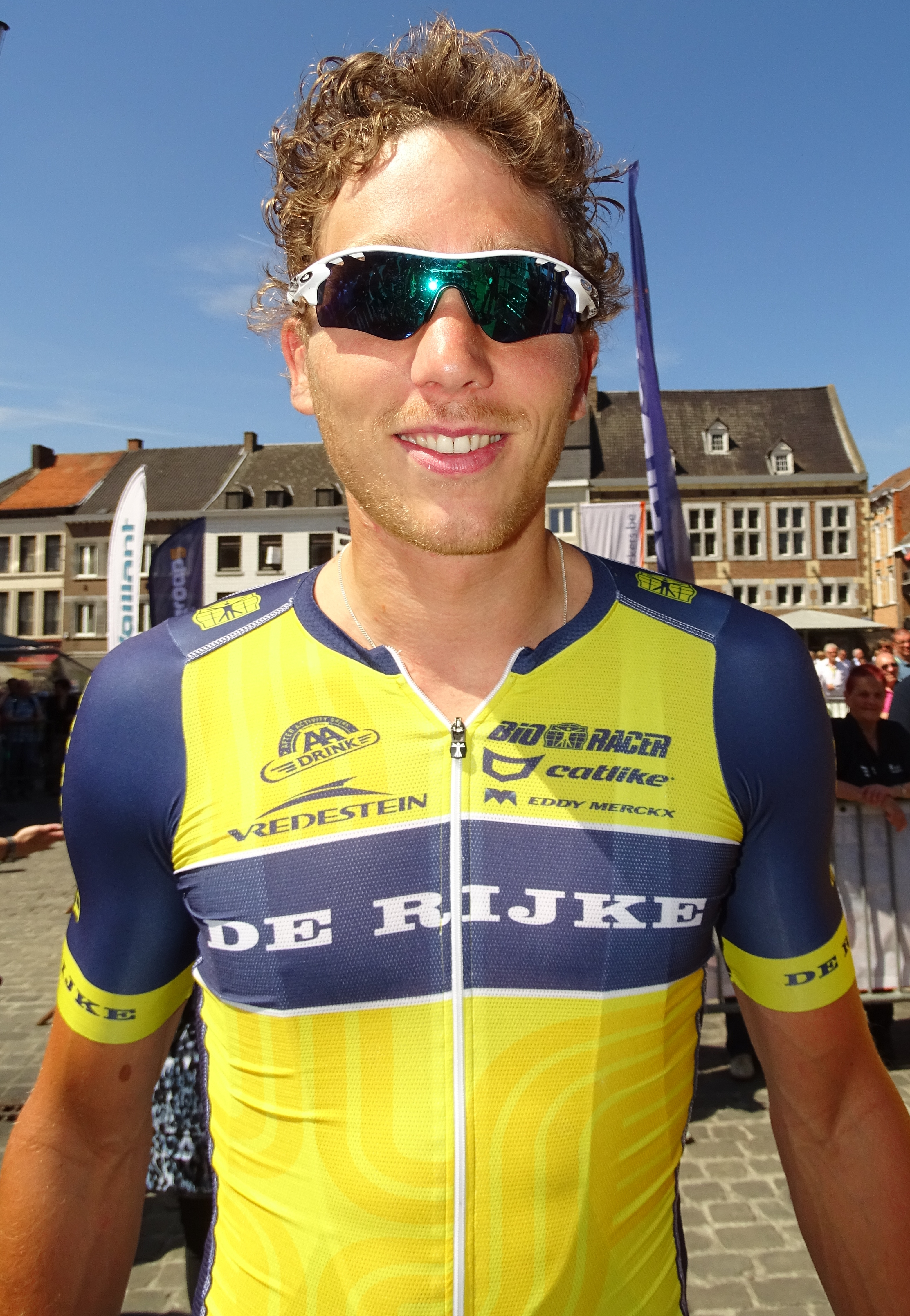
Coen Vermeltfoort.

## Bilan de la saison

### Victoires

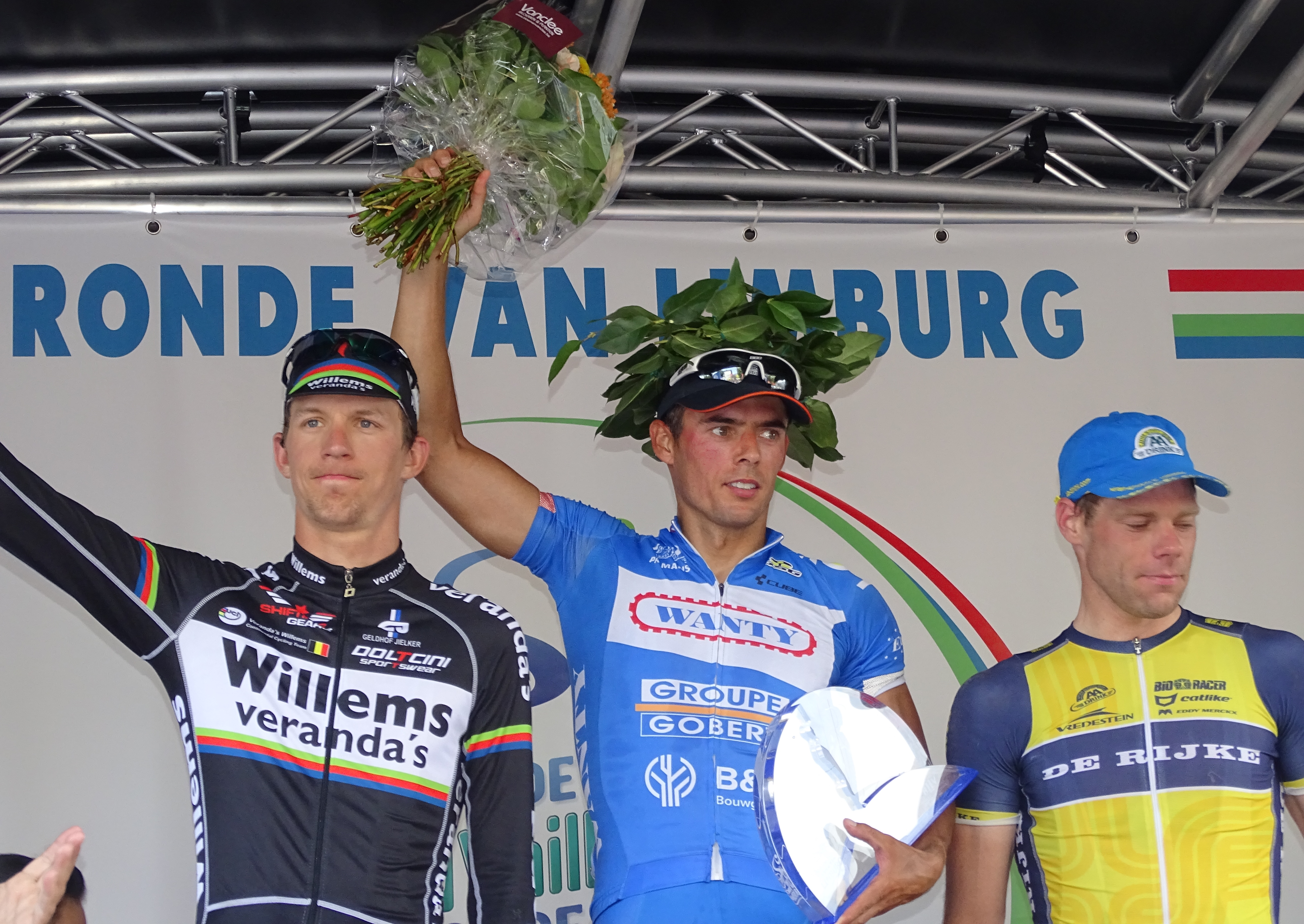
Podium de l'édition 2015 du Tour du Limbourg : Dimitri Claeys (2e), Björn Leukemans (1er) et Wouter Mol (3e).

| Date       | Course                                 | Pays     | Classe | Vainqueur |
| ---------- | -------------------------------------- | -------- | ------ | --------- |
| 13/05/2015 | 2e étape de l'Olympia's Tour           | Pays-Bas | 2.2    | Jetse Bol |
| 17/05/2015 | Classement général de l'Olympia's Tour | Pays-Bas | 2.2    | Jetse Bol |

### Classement UCI

#### UCI Europe Tour
| Rang | Coureur | Points |
| ---- | ------- | ------ |